# Cristo pisando sobre os animais

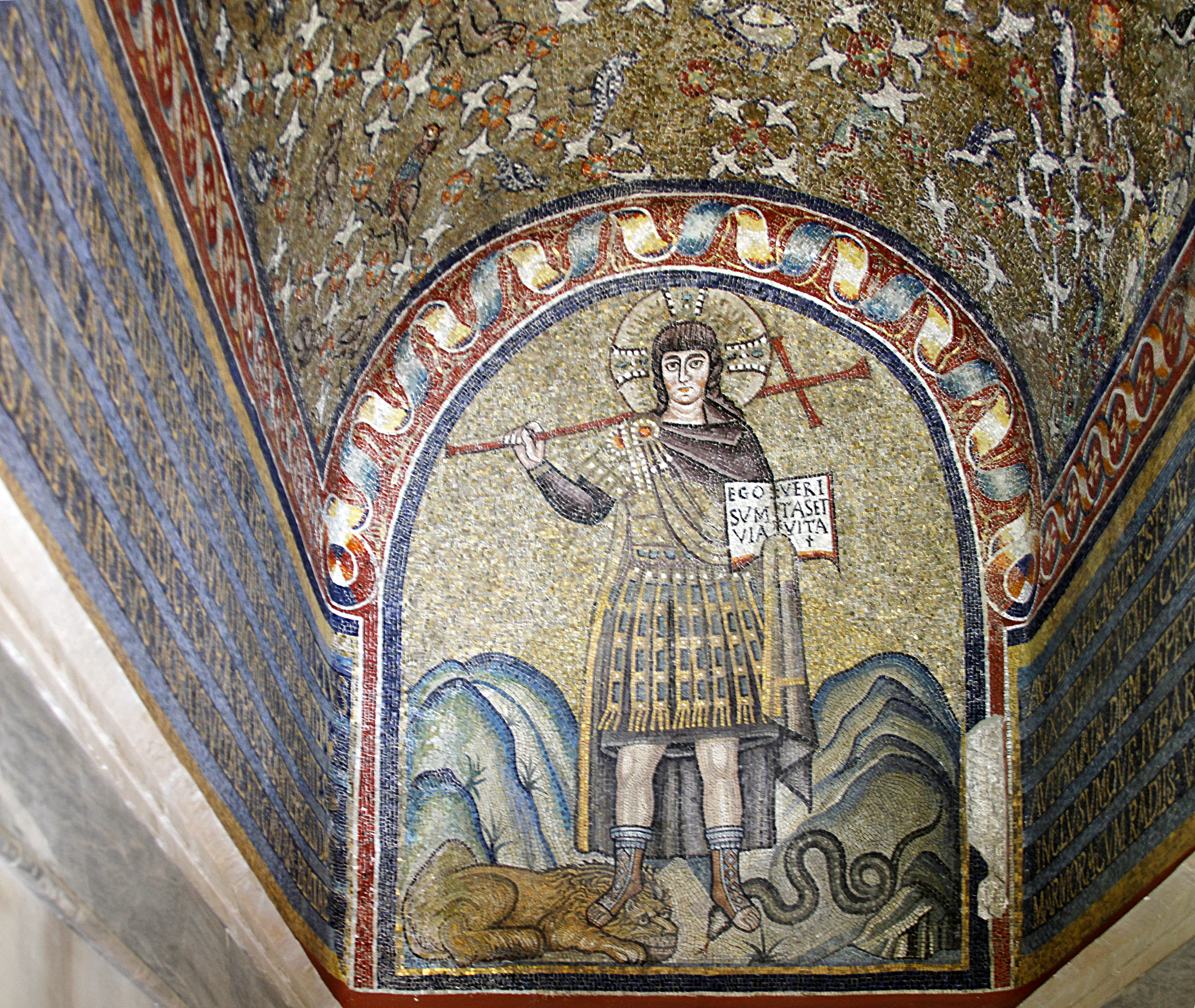
Mosaico na Capela Arcebispal de Ravena, século VI

Cristo pisando sobre os animais é um assunto encontrado na arte da Antiguidade Tardia e início da Idade Média, embora não seja muito comum. É uma variante do assunto "Cristo em triunfo" do Cristo ressuscitado, e mostra um Cristo em pé com os pés nos animais, muitas vezes segurando uma vara cruzada que pode ter uma ponta de lança na parte inferior do seu eixo, um bastão ou uma lança cruzada em um galhardete. Alguns historiadores da arte argumentam que o assunto existe em uma forma pacífica ainda mais rara como "Cristo reconhecido pelos animais".
A iconografia deriva de textos bíblicos, em particular o Salmo 91 (90), versículo 13: "super aspidem et basiliscum calcabis conculcabis leonem et draconem" na Vulgata Latina, traduzido na versão Almeida Corrigida Fiel como: pisarás o leão e a cobra; calcarás aos pés o filho do leão e a serpente". Isso foi interpretado como uma referência a Cristo derrotando e triunfando sobre Satanás. Às vezes, duas bestas são mostradas, geralmente leão e cobra ou dragão. Todos representavam o diabo, como explicado por Cassiodoro e Bede em seus comentários ao Salmo 91. O versículo fazia parte do serviço monástico diário de completas, e também é cantado na liturgia romana da Sexta-feira Santa, o dia da crucificação de Cristo.